# 北美锄足蟾科
北美锄足蟾科（学名：Scaphiopodidae），又称掘足蟾科，是两栖纲无尾目的一科，分布于加拿大南部、美国、墨西哥等地，共包含7个物种。这一科属锄足蟾科，现已从中分出。
北美锄足蟾与大多掘地蛙类的形态类似，体型圆润、四肢短小、眼睛突出。足部有坚硬的角蛋白凸出物，用来帮助它们掘地。
当北美锄足蟾不在地底时则是陆栖的。它们身上的颜色暗淡，通常呈灰色、暗绿或棕色，这使得它们能够在栖息地中隐藏自己。
北美锄足蟾為了避免水分散失，平時都躲在地底，下雨的季節才會出來繁殖。

## 下级分类
本科包括以下属：
- †Prospea Chen et al., 2016
  - Prospea holoserisca Chen, Bever, Yi & Norell, 2016[3]
- 掘足蟾属 Scaphiopus Holbrook, 1836
- 旱掘蟾属 Spea Cope, 1866